# Ben Klibreck
Ben Klibreck är ett berg i Storbritannien.   Det ligger i kommunen Highland och riksdelen Skottland, i den norra delen av landet, 800 km norr om huvudstaden London. Toppen på Ben Klibreck är 962 meter över havet. Ben Klibreck ligger vid sjön Loch Choire.
Terrängen runt Ben Klibreck är huvudsakligen kuperad. Ben Klibreck är den högsta punkten i trakten. Trakten runt Ben Klibreck är nära nog obefolkad, med mindre än två invånare per kvadratkilometer. Trakten runt Ben Klibreck består i huvudsak av gräsmarker.